# 19. august
19. august er dag 231 i året i den gregorianske kalender (dag 232 i skudår). Der er 134 dage tilbage af året.

Dagens navn er Sebaldus.

### Begivenheder
Født - Dødsfald
- 43 f.Kr. - Gajus Julius Cæsar Octavianus (senere kendt som Augustus) tvinger senatet til at gøre ham til konsul.
- 1719 - Den svenske by Norrtälje nedbrændes af russerne.
- 1772 - Gustav 3. af Sverige gennemfører et ublodigt statskup for at forøge sin magt.
- 1796 - Frankrig og Spanien går i forbund og erklærer krig mod  Storbritannien.
- 1809 - Slaget ved Sävar, det sidste afgørende slag i Finlandskrigen 1808-09, finder sted ved Sävar nord for Umeå.
- 1848 - New York Herald beretter som den første store avis på den amerikanske østkyst om de store guldfund i Californien, en nyhed, der dog er mere end et halvt år gammel.
- 1894 - Marmorkirken i København indvies.
- 1919 - Afghanistan opnår uafhængighed af Storbritannien.
- 1944 - Borgerne i Paris rejser sig med allieret støtte mod den tyske besættelse, og mindre end en uge senere er byen befriet.
- 1945 - Anført af Ho Chi Minh tager Viet Minh magten i Hanoi i Vietnam.
- 1953 - Med hjælp af CIA fjernes Mohammed Mossadegh fra magten i Iran, og shah Mohammad Reza Pahlavi genindsættes som landets leder.
- 1972 - Den danske bokser Tom Bogs møder i Idrætsparken argentineren Carlos Monzon i en kamp om verdensmesterskabet i mellemvægt, men bliver stoppet i 5. omgang.
- 1989 - Polen får sin første ikke-kommunistiske leder i 42 år, da Solidarność-lederen Tadeusz Mazowiecki indsættes som premierminister.
- 1990 - Leonard Bernstein dirigerer sin sidste koncert.
- 1991 - Den sovjetiske præsident Mikhail Gorbatjov forsøges afsat, men kupforsøget slår fejl, og han vender tilbage efter 3 dages eksil i sit sommerhus på Krim. Boris Jeltsin opfordrer folket til at trodse juntaen.
- 1999 - I Beograd kræver titusindvis af serbere præsident Slobodan Milošević' afgang.
- 2002 - En russisk militærhelikopter rammes af et tjetjensk missil nær Grosnij, og 118 soldater omkommer.

### Født
- 1631 - John Dryden, engelsk poet (død 1700).
- 1646 - John Flamsteed, engelsk astronom (død 1719).
- 1808 - Hans Lassen Martensen, dansk biskop (død 1884).
- 1871 - Orville Wright, amerikansk flypioner (død 1948).
- 1883 - Coco Chanel, fransk designer (død 1971).
- 1886 - Curt Weibull, svensk forfatter, historiker og professor (død 1991).
- 1921 - Gene Roddenberry, amerikansk tv-producer (død 1991).
- 1923 - Erik Aalbæk Jensen, dansk forfatter (død 1997).
- 1927 - Gert Petersen, dansk politiker og forfatter (død 2009).
- 1934 - Renée Richards, amerikansk øjenlæge og tennisspiller.
- 1937 - Richard Møller Nielsen, dansk fodboldspiller og -træner (død 2014).
- 1939 - Ginger Baker, engelsk musiker (død 2019).
- 1940 - Johnny Nash, amerikansk sanger (død 2020).
- 1940   - Jill St. John, amerikansk skuespillerinde.
- 1945 - Jens Oddershede, dansk dr.scient., professor og rektor for Syddansk Universitet.
- 1945   - Ian Gillan, engelsk sanger i Deep Purple.
- 1946 - Bill Clinton, amerikansk præsident.
- 1948 - Erik Lund, borgmester i Allerød Kommune.
- 1951 - John Deacon, engelsk bassist i Queen.
- 1953 - Kurt Kirkegaard, dansk folketingsmedlem.
- 1960 - Morten Andersen, dansker i amerikansk fodbold.
- 1960   - Morten Lorentzen, dansk komiker, skuespiller og instruktør.
- 1969 - Nate Dogg, amerikansk rapper (død 2011).
- 1969 - Matthew Perry, canadisk skuespiller (død 2023).
- 1973 - Mette-Marit, norsk kronprinsesse.
- 1973 - Ahmed Best, amerikansk skuespiller.
- 1977 - Iban Mayo, spansk cykelrytter.
- 1986 - Christina Perri, amerikansk sangerinde.
- 1988 - Veronica Roth, amerikansk forfatter

### Dødsfald
- 14 - Augustus, romersk kejser (født 63 f.Kr.)
- 1662 - Blaise Pascal, fransk fysiker og matematiker (født 1623).
- 1765 - Axel Fredrik Cronstedt, svensk mineralog og kemiker (født 1722).
- 1819 - James Watt, skotsk opfinder (født 1736).
- 1936 - Federico García Lorca, spansk forfatter (født 1898) - myrdet.
- 1968 - George Gamow, ukrainsk-amerikansk fysiker (født 1904).
- 1970 - Valdemar Skjerning, dansk skuespiller (født 1887).
- 1972 - Knud Rée, dansk redaktør, politiker og minister (født 1895).
- 1977 - Groucho Marx, amerikansk komiker og skuespiller (født 1890)
- 1994 - Linus Pauling, amerikansk kemiker og modtager af Nobelprisen i kemi samt  Nobels fredspris (født 1901).
- 1995 - Karl Krøyer, dansk fabrikant og opfinder (født 1914).
- 2003 - Sérgio Vieira de Mello, brasiliansk FN-diplomat (født 1948) - bilbombeangreb i Bagdad.
- 2008 - Levy Mwanawasa, zambisk præsident (født 1948).
- 2009 - Don Hewitt, amerikansk journalist og tv-producer (født 1922).
- 2012 - Tony Scott, engelsk filminstruktør (født 1944).
- 2017 - Brian Aldiss, engelsk forfatter (født 1925).
- 2019 - Lars Larsen, dansk milliardær og ejer og grundlægger af den verdensomspændende butikskæde JYSK (født 1948).

|  | Denne datoartikel kan blive bedre, hvis der indsættes et (bedre) billede Du kan hjælpe ved at afsøge Wikimedia Commons for et passende billede eller uploade et godt billede til Wikimedia Commons iht. de tilladte licenser og indsætte det i artiklen. |